# Siège de Raguse (1814)
Pour les articles homonymes, voir Siège de Raguse.
Guerres napoléoniennes
Batailles
- Lissa
- Pelagosa
- Pirano
- Zara
- Cattaro
- Raguse

Le siège de Raguse se déroule du 19 au 27 janvier 1814 à Raguse dans les Provinces illyriennes, et oppose des troupes croates au service de l'Autriche et une flottille britannique commandée par le capitaine William Hoste à la garnison française de la ville sous les ordres du général Joseph Hélie Désiré Perruquet de Montrichard. Cet affrontement a lieu dans le cadre de la troisième campagne de Dalmatie, extension de la campagne de l'Adriatique qui oppose depuis plusieurs années les Franco-Italiens aux Britanniques. Le siège se solde par la reddition de la garnison impériale.

## Contexte

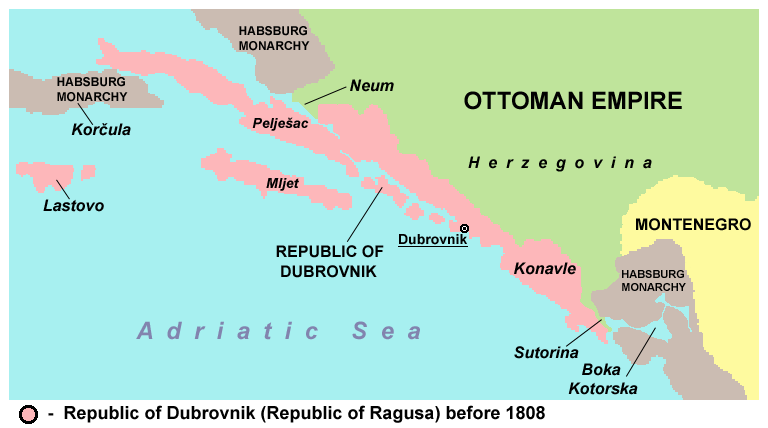
La république de Raguse avant 1808.

En 1806, la république de Raguse doit capituler face à l'armée impériale française pour mettre fin au siège mené depuis plusieurs mois par la marine russe et au cours duquel 3 000 boulets ont été tirés sur la ville. L'arrivée des Français met fin aux opérations et ces derniers entrent peu après dans Raguse. En 1808, Napoléon envoie le général Marmont pour abolir la république de Raguse et fusionner son territoire avec celui du royaume d'Italie, un État-satellite sous influence française. Marmont devient duc de Raguse tandis que la ville ainsi que l'ensemble de la Dalmatie sont annexées dans les Provinces illyriennes lorsque celles-ci sont créées en 1810.
L'Autriche déclare la guerre à la France en août 1813, et à l'automne, la Royal Navy exerce une domination sans partage en mer Adriatique. Les vaisseaux du contre-amiral Thomas Fremantle, travaillant en coopération avec les armées autrichiennes qui sont en train d'envahir les Provinces illyriennes et le nord de l'Italie, sont en mesure de transporter rapidement des troupes britanniques et autrichiennes d'un point à un autre ce qui leur permet au cours du mois de décembre de se rendre maîtres de tous les ports stratégiques de la côte Adriatique. Quelque temps auparavant, en janvier 1813, le capitaine britannique William Hoste, avec son navire le HMS Bacchante (38 canons) et le brick Saracen (18 canons), s'est déjà emparé de la forteresse de Cattaro avec l'aide d'un contingent monténégrin. Après cette victoire, Hoste se met immédiatement en route vers Raguse, assiégée par les troupes autrichiennes du général Todor Milutinović.
Les forces de Milutinović ont non seulement la tâche de combattre aux Français mais aussi celle de calmer le mécontentement des rebelles ragusiens qui se battent à leurs côtés. Les troupes françaises, sous le commandement du général Joseph de Montrichard, comptent moins de 600 hommes dans toute la région, un tiers des soldats ayant déserté depuis le début de la guerre avec l'Autriche.

## Déroulement du siège
Lorsque le Bacchante arrive à Raguse le 19 janvier, Hoste met pied à terre afin de se rendre compte de la situation. Milutinović, le commandant autrichien, dispose de deux bataillons croates formant un total de 400 hommes, mais sans artillerie, ce qui oblige Hoste à improviser. Dans la matinée du 22 janvier, Hoste engage les hostilités en débarquant quatre mortiers et deux canons qui ouvrent immédiatement le feu sur le fort Saint-Laurent et les défenses de la ville. Les Français ripostent par un tir nourri de toutes leurs batteries. Hoste réalise alors que la prise de Raguse ne sera pas aussi facile que prévu. Espérant renouveler la tactique qui lui a réussi à Cattaro, Hoste entreprend la recherche de positions stratégiques autour de la ville. Son attention se porte rapidement sur les fortifications de la colline de Srđ, qui surplombe Raguse, et sur l'île de Lokrum, située à l'est de la cité. En s'emparant de ces deux positions, Hoste estime que Raguse ne sera pas en mesure de soutenir un siège très longtemps, ce en quoi il tombe d'accord avec Milutinović. 

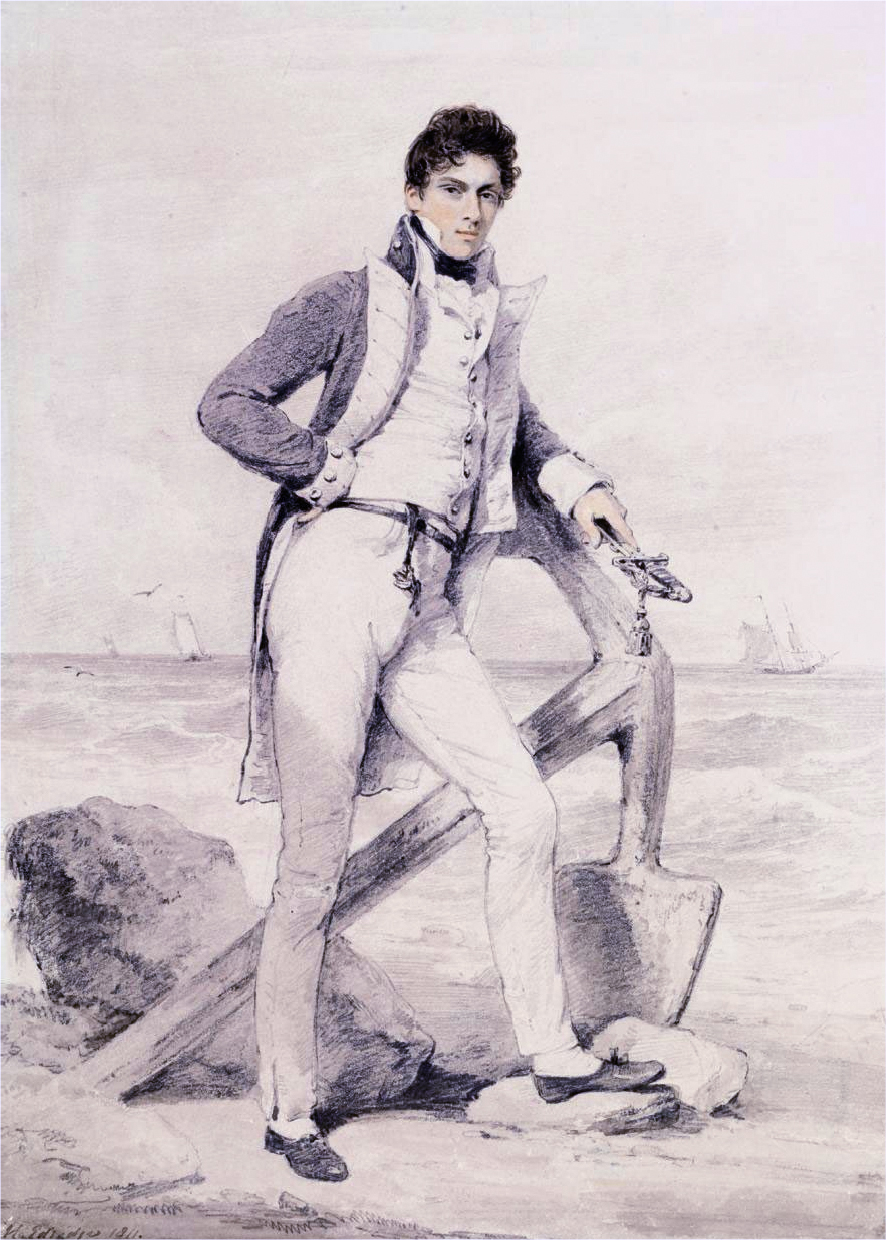
Le capitaine William Hoste.

Afin de sécuriser les approches de la ville, un tiers de l'équipage du Bacchante, soit environ 100 hommes, sous le commandement du lieutenant Milbourne, contournent la colline de Srđ le 24 janvier sur une dizaine de kilomètres, emmenant avec eux deux canons de 18 livres. Les boulets commencent à s'abattre sur la petite garnison française de Lokrum, puis un détachement des Royal Marines débarque et s'empare de l'île après un bref combat, capturant onze pièces d'artillerie. Sur la route de Brgat, les soldats britanniques coupent l'approvisionnement en eau des assiégées et prennent également possession du monastère de Saint-Jacob, à l'est de la ville,. 
Au même moment, Hoste demande à Milutinović d'attaquer les retranchements impériaux au sommet de la colline de Srđ. Ce dernier accepte à condition d'être soutenu par l'artillerie britannique. Hoste donne son accord, et en fin de journée, en dépit de quelques pertes, les Croates enlèvent la position, contraignant les 70 artilleurs français à se rendre ou à prendre la fuite en abandonnant 21 canons aux mains des assaillants. Hoste ordonne alors de transporter l'artillerie depuis son navire et le secteur nord de Gruž jusqu'au sommet de la colline de Srđ. Alors que le capitaine anglais a jusqu'à présent refusé de fournir des canons aux Ragusiens, il se ravise en fournissant à Milutinović une pièce de gros calibre et deux autres pièces plus petites et en autorisant les troupes croates à camper à proximité des batteries sous commandement britannique. 
Désormais réunie au complet, l'artillerie de siège est prête à entrer en action : elle totalise deux mortiers, deux canons de 16 livres et six de 18 livres, auxquels s'ajoutent les pièces du Bacchante et du Saracen et les canons français capturés sur la colline de Srđ et sur l'île de Lokrum. Hoste ordonne de commencer le bombardement, qui se poursuit sans interruption jusqu'au lendemain. Les assiégeants concentrent leurs tirs sur les principales défenses de la ville, à savoir la tour Minčeta, le fort Bokar et la forteresse de Revelin. Le 26 janvier, les bâtiments de la Royal Navy se joignent au bombardement en couvrant de boulets la forteresse Saint-Jean et les installations portuaires situées à proximité.
C'en est trop pour Montrichard : isolé depuis quatre mois, ayant perdu un grand nombre d'hommes par la désertion, aux prises avec une révolte dans la région trois mois plus tôt et avec des émeutes au sein même de la ville, il estime n'avoir pas d'autre choix que de capituler. Il envoie une proposition de trêve dans la matinée du 27 et demande aux batteries britanniques de cesser leur feu, ce à quoi Hoste consent, mettant ainsi fin aux opérations de siège,.

## Bilan et conséquences
Le 27 janvier 1814, la capitulation française est signée à Gruž et entre en vigueur le jour même. Après presque huit années d'occupation, les troupes françaises évacuent la ville de Raguse. Leurs pertes au cours du siège se montent à 70 tués ou blessés et 530 prisonniers. Dans l'après-midi du 28 janvier, les troupes autrichiennes et britanniques pénètrent à l'intérieur de la ville mais en refusent l'entrée aux rebelles ragusiens. Les pertes britanniques ne sont que d'un tué et de 10 blessés. Le HMS Elizabeth commandé par le capitaine Edward Leveson-Gower arrive sur place dans la soirée du 27 janvier, mais Gower refuse de prendre part aux négociations entamées par Hoste. 
Le drapeau de Saint Blaise, emblème des rebelles ragusiens, flotte aux côtés des couleurs autrichiennes et britanniques pendant seulement deux jours, le général Milutinović ayant ordonné au maire de le faire retirer le 30 janvier. Par la suite, l'Autriche met la situation à profit pour occuper entièrement la côte orientale de l'Adriatique, de Venise jusqu'à Kotor. Lors du congrès de Vienne en 1815, la question de Raguse est éludée par les Alliés et le représentant de Raguse, Miho Bona, se voit même refuser l'accès au Congrès. La ville est finalement restituée à l'Autriche à l'issue de cette rencontre diplomatique.